# کیم ئی زی
کیم ئی زی (انگلیسی: Kim E-Z؛ زادهٔ ۳۱ ژانویهٔ ۱۹۷۹) خواننده و رپر اهل کره جنوبی است.